# Molly Seidel
Molly Elizabeth Seidel (Brookfield, 12 luglio 1994) è una maratoneta e mezzofondista statunitense, vincitrice della medaglia di bronzo nella maratona ai Giochi olimpici di Tokyo 2020.

## Palmarès
| Anno | Manifestazione  | Sede  | Evento   | Risultato | Prestazione | Note                                     |
| ---- | --------------- | ----- | -------- | --------- | ----------- | ---------------------------------------- |
| 2021 | Giochi olimpici | Tokyo | Maratona | Bronzo    | 2h27'46"    | Miglior prestazione personale stagionale |

## Campionati nazionali
2017
- Argento ai campionati statunitensi, 5 km su strada - 15'35"

2018
- Bronzo ai campionati statunitensi, 15 km su strada - 49'20"
- 8ª ai campionati statunitensi, 10000 m piani - 32'24"78

2022
- 8ª ai campionati statunitensi di corsa campestre - 35'58"

2023
- 8ª ai campionati statunitensi di mezza maratona - 1h13'08"

## Altre competizioni internazionali
2020
- 6ª alla Maratona di Londra ( Londra) - 2h25'13"

2021
- 4ª alla Maratona di New York ( New York) - 2h24'42"

2023
- 8ª alla Maratona di Chicago ( Chicago) - 2h23'07"